# Фокер T.VIII
Фокер T.VIII је хидроавион торпедо-бомбардер направљен у Холандији. Авион је први пут полетео 1938. године. То је био двомоторни, нискокрилац, вишеседи хидроавион мешовите конструкције.

## Пројектовање и развој
Пројекат авиона Фокер T.VIII-W покренут је 1937. године као одговор на званичне спецификације холандске морнарице у којима се тражи нови двомоторни хидроавион способан да носи торпедо у свом трупу (са могућношћу замене овог типа наоружања обичним бомбама) да се користи углавном у одбрани обале. Поред тога авион је требало да има велики долет и добру брзину крстарења. При пројектовању овог авиона коришћена су искуства и поједина решења са претходних фокерових хидроавиона као што су били ; ; и . Први пробни лет овог авиона је обављен 1938. године. Након фабричког тестирања авион је предат Холандској краљевској морнарици која га је детаљно испитала и позитивно оценила. Године 1938. поручено је пет серијских авиона који су завршени до јуна следеће 1939. године. Упркос постојању неколико проблема у подешавању авиона, холандска морнарица је била толико задовољна карактеристикама T.VIII-W да је убрзо након тога потписана накнадна поруџбину за 26 авиона.

## Технички опис
Авион Фокер  је био двомоторни моноплан нискокрилац са конзолним самоносивим крилом који је уместо конвенционалног стајног трапа имао пловке.
Труп авиона је био елипсастог попречног пресека и чистих аеродинамичких линија. Кљун му је био у великој мери застакљен и ту је била смештена кабина навигатора-осматрача. На горњој страни трупа налазила се кабина пилота, радио оператера који је уједно и био задњи стрелац. Они су седели у заједничкој кабини покривеној провидним поклопцем направљеном од плексигласа. На крају те кабине био је монтиран митраљез који је штитио авион са задње сфере. Предњи део авиона је био обложен алуминијумским лимом а репни део од задње кабине до краја авиона био је обложен платном. Авиони серије T.VIII-W/M комплетно су били обложени алуминијумским лимом. У трупу авиона се налазио боболук у који је било могуће сместити једно торпеда или бомбе различитих тежина до укупне масе од 750 кг. На дну трупа су била двокрилна врата кроз које је лансиран торпедо или избачене бомбе.
Сви авиони овог типа били су опремљени радијалним ваздухом хлађеним мотором Wright R-975-E3 Whirlwind са 9 цилиндара, снаге 336 kW (451 KS) и двокраком металном елисом. Пет авиона који су прављени према захтевима Финског ваздухопловства били су опремљени радијалним ваздухом хлађеним мотором мотором Bristol Mercury XI снаге 664 kW (890 KS) и металном двокраком елисом.
Крила су била трапезног облика са полукружним завршетком. Постојале су две варијанте крила дрвене и потпуно металне конструкције али у погледу димензија и облика међу њима није било разлике. Крила су била дебелог профила са две рамењаче и проширањима за гондоле у које су качени крилни мотори авиона. У шупљине крила су смештени резервоари и све потребне инсталације и уређаји неопходни за исправно функционисане мотора и авиона.  Облога крила је била од шперплоче (за дрвену конструкцију) или алуминијумски лим (за металну конструкцију). Елерони и закрилца су били сте грађе као и основна конструкција крила.
Репне површине су класичне са једним вертикалним стабилизатором и кормилом правца и два хоризонтална стабилизатора са кормилима висине. Конструкције свих ових елемената су од заварених челичних цеви пресавучени платном. Хоризонтални стабилизатори нису били везани за труп авиона како је то уобичајено, него су били причвршћени за вертикални стабилизатор и то на половини његове висине. Они су косим V-упорницама ослоњени и учвршћени за труп репа авиона.
Овај авион је уместо класичног фиксног стајног трапа са точковима имао два трокоморна алуминијумска пловка са каскадом ради лакшег одвајања од водене површине при узлетању. Пловци су се налазили испод гондола мотора за чију су конструкцију били везани. Поред тога косим носачима су били везани за носећу конструкцију трупа авиона тако да је сваки пловак био независан један од другог. Оваква конструкција је омогућавала да доња страна трупа буде слободна за постављање и лансирање торпеда који је био смештен у трупу авиона,
Наоружање овог авиона се састојало од стрељачког наоружања два митраљеза један фиксни у крилу 1 х 7,62 mm којим рукује пилот авиона а други 1 x 12,7 mm се налази код радио оператера који је уједно и задњи стрелац. Авион у трупу може да понесе укупну количину бомби до 750 kg или једано торпедо.

## Верзије
- T.VIII-W/C - модел прављен за Финску, дрвене конструкције са мотором Bristol Mercury XI снаге 664 kW (890 KS), направљено 5 ком.
- T.VIII-W/G - извиђачки авион и торпедо-бомбардер, мешовите конструкције дрво-метал са мотором Wright R-975-E3 Whirlwind снаге 336 kW (451 KS), направљено 19 ком.
- T.VIII-W/M - морнаричко патролни и противподморнички авион, потпуно металне конструкције са мотором Wright R-975-E3 Whirlwind снаге 336 kW (451 KS), направљено 12 ком.

## Оперативно коришћење
До јуна месеца 1939. године Фокер је испоручио морнарици 5 авиона Фокер T.VIII-W и сукцесивно испоручивао један по један авион из накнадно поручене серије од 26 комада. Када је дошло до Немачке окупације Холандије сви исправни хидроавиони међу којима и осам T.VIII-W су прелетели за Енглеску 14. маја 1940. године и тамо је 1. јуна 1940. формирана (Холандска) ескадрила РАФ  Но.320. Овој ескадрили се придружио још један T.VIII-W у мају 1941, када су четири Холанђана побегла из Амстердама овим авионом. Авиони Но.320. ескадриле су служили за пратњу конвоја и партолирање док су се могли одржавати у исправном стању а онда су услед недостатка резервних делова паркирани.
Немачке окупационе власти су наредиле Фокеру да заврши све започете авионе Фокер T.VIII и предају их немачкој морнарици. Користили су их углавном у Средоземном мору, где су извели бројне извиђачке, ваздушно-морске спасилачке и противподморничке мисије.

## Земље које су користиле авион
- Холандија
- Финска
- Нацистичка Немачка
- Велика Британија